# يوحنا ماغنوس
يوحنا ماغنوس (بالإنجليزية: John Magnus)‏ (10 مايو 1997 بسنوهوميش في الولايات المتحدة - ) هو لاعب كرة قدم أمريكي في مركز الوسط. لعب مع تاكوما ديفنس.

## وصلات خارجية
- يوحنا ماغنوس على موقع قاعدة بيانات كرة القدم.إي يو (الإنجليزية)